# 大久保忠美
大久保 忠美（おおくぼ ただよし、文政3年3月9日（1820年4月21日） - 元治元年8月20日（1864年9月20日））は、江戸時代後期の大名。下野烏山藩の第7代藩主。烏山藩大久保家8代。
第6代藩主大久保忠保の三男。母は水野忠光の娘。官位は従五位下佐渡守。
兄の忠寿がいたが廃嫡され、代わって嫡子となる。嘉永元年（1848年）、父の死去に伴い家督を相続した。元治元年（1864年）に45歳で死去し、跡を長男の忠順が継いだ。

## 系譜
父母
- 大久保忠保（父）
- 釧 ー 水野忠光の娘（母）

側室
- 原田きぬ

子女
- 大久保忠順（長男）生母はきぬ